# Eugène Martineau (homme politique)
Pour les articles homonymes, voir Eugène Martineau et Martineau.
Eugène Martineau (1837-1880) est un homme politique franco-ontarien (canadien français) né à Saint-Nicolas, au Québec. Il est le premier francophone de l'Ontario à être maire d'Ottawa en 1872 et 1873.